# KBC Bank
KBC Bank – belgijski bank, który kieruje swoją ofertę głównie do klientów prywatnych i małych i średnich przedsiębiorstw. Zajmuje się także zarządzaniem aktywami, ubezpieczeniami, szeroko pojętymi usługami dla biznesu.

## KBC podczas kryzysu finansowego lat 2008–2009
Podczas kryzysu finansowego w latach 2008–2009 bank otrzymał pomoc publiczną w łącznej wysokości 7 mld EUR, po połowie pochodząca od rządu belgijskiego, otrzymana w 2008 roku, i rok później od rządu flamandzkiego. Pomoc publiczna została w całości spłacona w grudniu 2015.